# Дементьєв Георгій Гаврилович
Гео́ргій Гаври́лович Деме́нтьєв (5 травня 1897 , Кікіно, Смоленська губернія  — 9 січня 1959 , Київ ) — український радянський партійний діяч. Член Ревізійної комісії КП(б)У (1952–1956). Кандидат в члени ЦК КП(б)У (1956–1959). Депутат Верховної Ради УРСР 1–4-го скликань (1938–1959).

## Біографія
Народився 5 травня 1897 року в родині селянина в селі Кікіно, тепер Юхновського району Калузької області Росії. Закінчив 4-х класну початкову школу. Працював у сільському господарстві, був розсильним та помічником писаря волосного управління.
У 1916–1917 роках — служив у російській армії. Був рядовим у стрілецькій бригаді, а з травня 1916 року воював на Західному фронті старшим фейвенгером 4-го кавалерійського корпусу. У 1917 році обирався головою солдатського комітету артдивізіону. У грудні 1917 року повернувся до рідного села, де вів активну пропагандистську діяльність.
Влітку 1918 року вступив до РКП(б).
У вересні 1918 року пішов до лав Червоної Армії. Служив воєнним комісаром артдивізіону 15 стрілецької дивізії, брав участь у
воєнних діях на Південному і Польському фронтах та на Далекому Сході. У 1921–1922 роках — навчання на артилерійських курсах у Кронштадті. З 1922 року служив декілька років у Середній Азії, а з 1928 року — проходив військово-політичну службу на Смоленщині. У 1933 році демобілізувався із Червоної армії.
У 1933–1935 роках — начальник Політичного відділу Петропавлівської машинно-тракторної станції (Дніпропетровська область). У 1935–1931 роках — 1-й секретар Петропавлівського районного комітету КП(б) України (Дніпропетровська область). У 1937–1938 роках — виконувач обов'язків 1-го секретаря Павлоградського районного комітету КП(б) України (Дніпропетровська область).
У квітні 1938 — січні 1940 року — начальник Дніпропетровського обласного земельного управління.
26 червня 1938 року був обраний депутатом Верховної Ради УРСР 1-го скликання від Веселівської виборчої округи № 197 Дніпропетровської області.
У січні 1940 — квітні 1941 року — заступник голови виконавчого комітету Дніпропетровської обласної ради депутатів трудящих.
З квітня 1941 року — 3-й секретар Дніпропетровського обласного комітету КП(б) України. У жовтні — листопаді 1941 року — в.о. 1-го секретаря Дніпропетровського обласного комітету КП(б) України. У 1941–1942 роках — комісар бригадного району протиповітряної оборони в Мілерово. У 1942–1943 роках — у розпорядженні ЦК КП(б)У.
У вересні 1943 — лютому 1944 року — в.о. 1-го секретаря (3-й секретар) Дніпропетровського обласного комітету КП(б) України.
У лютому 1944 – лютому 1947 року — голова виконавчого комітету Дніпропетровської обласної ради депутатів трудящих. Знятий з посади, «як такий, що нездатний забезпечити керівництво областю». У лютому 1947 року отримав догану «за незадовільну підготовку до весняної посівної та розбазарювання насіння». 
У 1947 – квітні 1948 року — заступник голови виконавчого комітету Вінницької обласної ради депутатів трудящих.
У квітні 1948 – 6 березня 1956 року — голова виконавчого комітету Вінницької обласної ради депутатів трудящих.
У березні 1956 — 9 січня 1959 року — голова Партійної комісії при ЦК КПУ.

## Нагороди
- орден Вітчизняної війни 1-го ступеня (1945)
- два ордени Трудового Червоного Прапора (23.01.1948, 1957)
- чотири ордени Червоної Зірки (22.02.1943, 26.08.1943, …)
- медаль «За оборону Кавказу»
- медаль «За перемогу над Німеччиною у Великій Вітчизняній війні 1941—1945 рр.»